# Ahorn, Main-Tauber
Ahorn là một xã thuộc huyện Main-Tauber trong bang Baden-Württemberg ở nước Đức. Đô thị này có diện tích 53,96 km², dân số thời điểm 31 tháng 6 năm 2006 là 2317người.